# Trinidad Zaachila (kommun)
Trinidad Zaachila är en kommun i Mexiko.   Den ligger i delstaten Oaxaca, i den sydöstra delen av landet, 400 km sydost om huvudstaden Mexico City.
Följande samhällen finns i Trinidad Zaachila:
- Trinidad Zaachila
- Barrio la Guadalupe
- Santa María Roaló